# Crepidium fimbriatum
Crepidium fimbriatum là một loài thực vật có hoa trong họ Lan. Loài này được (Lavarack) Szlach. mô tả khoa học đầu tiên năm 1995.